# (21228) 1995 SC
1995 أس سي (ويعرف أيضًا باسم (21228) 1995 أس سي وفق تسمية الكوكب الصغير) (بالإنجليزية: 1995 SC)‏ هو كويكب ضمن حزام الكويكبات؛ وترتيبه 21228 من حيث الاكتشاف.
اكتُشف هذا الجُرم الفلكي بواسطة Timothy B. Spahr ‏ في 20 سبتمبر 1995.

## وصلات خارجية
- (21228) 1995 SC في قاعدة بيانات مختبر الدفع النفاث لأجرام النظام الشمسي الصغيرة

- الاكتشاف · مخطط المدار ·  العناصر المدارية · المعلمات المادية

- (21228) 1995 SC على موقع ويكي سكاي: DSS2, SDSS, GALEX, IRAS, Hydrogen α, X-Ray, Astrophoto, Sky Map, Articles and images